# Годю, Давид
Давид Годю (фр. David Gaudu; род. 10 октября 1996, Ландивизьо, департамент Кот-д’Армор, Франция) — французский профессиональный шоссейный велогонщик, выступающий c 2017 года за команду «Groupama-FDJ».

## Достижения
2016
1-й  - Тур де л'Авенир
1-й на этапе 6
1-й  - Course de la Paix U23
1-й  Очковая классификация
1-й на этапе 2
1-й - L'Estivale Bretonne
5-й - Tour de L'Ain
2017
2-й - Tour de l'Ain
1-й  Молодёжная классификация
1-й на этапе 3
2-й - Boucles de l'Aulne
4-й - Route Adélie
5-й - Милан — Турин
7-й - Tour du Finistère
9-й - Флеш Валонь
2018
2-й - Мемориал Марко Пантани
5-й - Classic Sud-Ardèche
9-й - Тур Прованса
2019
3-й Тур ОАЭ
1-й  Молодёжная классификация
5-й Тур Романдии
1-й  Молодёжная классификация
1-й на этапе 3
6-й Тур Прованса
1-й  Молодёжная классификация
6-й Льеж — Бастонь — Льеж